# Papuanella mutior
Papuanella mutior är en insektsart som beskrevs av Medler 2000. Papuanella mutior ingår i släktet Papuanella och familjen Flatidae. Inga underarter finns listade i Catalogue of Life.